# Wen Jiabao
Wen Jiabao, 溫家寶T, 温家宝S, Wēn JiābǎoP (Tientsin, 15 settembre 1942), è un politico e geologo cinese.
È stato primo ministro del Consiglio di Stato della Repubblica Popolare Cinese dal 2003 al 15 marzo 2013, nonché membro del Comitato permanente dell'ufficio politico del Partito Comunista Cinese.
Fa parte, con Hu Jintao e Li Keqiang, del Tuanpai, la corrente di maggiore peso all'interno del Partito Comunista Cinese, che raccoglie ex membri della Lega della Gioventù Comunista Cinese.

## Biografia
Formatosi nel campo della geologia e dell'ingegneria, ha conseguito un diploma post laurea presso l'Istituto di Geologia di Pechino, dove si è laureato nel 1968. Successivamente è stato inviato a Gansu come esperto geologo, ed è rimasto nelle regioni dell'entroterra della Cina durante la scalata ai vertici del partito. Trasferito a Pechino per lavorare come capo dell'Ufficio generale del partito tra il 1986 e il 1993, nel 1998, venne promosso alla carica di vice-primo ministro del governo di Zhu Rongji, suo mentore, responsabile per i ministeri dell'agricoltura e della finanza.
Il 19 maggio 1989 accompagnò in Piazza Tiananmen l'allora segretario del Partito Comunista Zhao Ziyang, che voleva convincere i manifestanti a terminare l'occupazione per evitare un massacro, riuscendo a sopravvivere al seguito politico delle manifestazioni, a differenza di Zhao che venne posto agli arresti.
Assunta la carica di primo ministro del Consiglio di Stato nel 2003, che ha conservato fino a marzo 2013, Wen, insieme con il presidente Hu Jintao, rappresenta una personalità centrale della quarta generazione alla guida del Partito Comunista Cinese. Wen è stato uno dei membri più in vista dell'amministrazione in carica cinese ed è stato soprannominato "premier del popolo" dai media nazionali ed esteri, definizione che si è conquistato anche in occasione del terremoto del 2008 che colpì la provincia di Sichuan nel sud-ovest della Cina, venendo percepito come il volto compassionevole del governo nel soccorso alle popolazioni.
In tal senso, è stato percepito come un uomo con un retroterra comune, pur avendo un approccio populista alla politica, e come il politico del volto umano del partito. Il suo programma politico ha segnato un cambiamento notevole rispetto all'amministrazione precedente. Invece di concentrarsi sulla crescita del Pil nelle grandi città e nelle ricche aree costiere (maggiormente sviluppare rispetto a quelle interne), Wen ha sostenuto la necessità di un approccio più equilibrato allo sviluppo dell'entroterra cinese, adoperandosi per l'attuazione di politiche più favorevoli a beneficio degli agricoltori e dei lavoratori immigrati. A livello internazionale, Wen ha svolto un ruolo chiave nella risposta della Cina alla crisi economica globale e al successivo programma di stimolo. Come premier, Wen si è adoperato per la ristrutturazione del sistema bancario, fortemente indebitata, e per la riforma delle imprese di proprietà statale, al fine di renderle più competitive e produttive a livello mondiale.
Nel settembre 2012, a pochi giorni dall'apertura del XVIII Congresso del PCC, un'inchiesta pubblicata sul New York Times a firma di David Barboza, accusa Wen di aver accumulato un patrimonio immenso e di aver favorito nepotismo e clientele a spese dello Stato negli anni ai vertici del partito e del Paese.